# Rutilus macrolepidotus
Ruivaco  (Rutilus macrolepidotus) é uma espécie de peixe actinopterígeo da família Cyprinidae.
Apenas pode ser encontrada em Portugal.